# Tramwaje w Espoo
Tramwaje w Espoo – istniejący system komunikacji tramwajowej łączący Espoo w Finlandii. 
Sieć składa się z jednej linii łączącej miasto ze stołecznymi Helsinkami. Trasa tramwajowa zastąpiła linię autobusową 550, która była jedną z najbardziej obleganych w Helsinkach (40 tys. pasażerów, kursy co 3 minuty). Całkowity koszt budowy linii międzymiastowej wynosi ok. 275 mln €, na jego budowę fiński rząd zaplanował 83 mln €, a samorząd miasta Espoo 67 mln €. Początkowo prace budowlane zaplanowano w latach 2017 - 2020. Ostatecznie prace budowlane rozpoczęły się w 2019 i zakończyły się w sierpniu 2023, natomiast otwarcie linii nastąpiło 21 października. Linia, której nadano numer 15, połączyła stację metra Keilaniemi w Espoo z Itäkeskus w Helsinkach. Na obu końcach linii możliwa jest przesiadka do pociągów metra. Do obsługi linii zakupiono 29 tramwajów Škoda Artic X54.